# Cine LGBT en Venezuela
El cine LGBT en Venezuela, se refiere a las películas que abordan la diversidad sexual y de género, así como la discriminación derivada de ésta en la sociedad venezolana. Este tipo de cine existe al menos desde la década de los 70, pero se ha convertido en el principal motor de la industria a partir de la década de 2010. La nueva ola de cine LGBT+ en Venezuela ha sido comparada con el movimiento de cine gay cubano de los años 90. Hasta 2017, el país contaba con un festival de cine LGBT+, que había comenzado en 2011, el Festival Venezolano de Cine de la Diversidad (FESTDIVQ).
Destacan Azul y no tan rosa (2012), de Miguel Ferrari, ganadora del Premio Goya a la mejor película iberoamericana, Pelo malo (2013), de Mariana Rondón, ganadora de la Concha de Oro en el Festival Internacional de Cine de San Sebastián y Desde allá (2015), de Lorenzo Vigas, primera película latinoamericana en ganar el León de Oro en el Festival Internacional de Cine de Venecia.

## Historia

### SigloXX
La representación de la comunidad LGBT+ en el cine venezolano estuvo en sus inicios ligada al tono paródico o a los tópicos propios del retrato de sectores marginados, como la prostitución, la violencia y las drogas.
En este sentido encontramos ejemplos como Canción mansa para un pueblo bravo (1976) de Giancarlo Carrer, en la que Freddy, uno de los personajes principales, ejerce la prostitución con un hombre mayor, glamuroso y adinerado. El estereotipo del señor gay glamuroso explotado por Carrer se repite en Juan Topocho (1979) de César Bolívar. También en El pez que fuma (1977), de Román Chalbaud vemos dentro del burdel que da título a la película a varios trabajadores sexuales gay. Esta tendencia se repite en el documental En Venezuela es la cosa de Giancarlo Carrer (1978) que inicia la narración con el mundo nocturno de la prostitución caraqueña, incluyendo a mujeres travestis.
Desde los años 70 igualmente podemos observar una normalización del sexo homosexual en el contexto carcelario, siendo un paradigma de esto las películas de Clemente de la Cerda Soy un delincuente (1976), Reincidente (1977) y Retén de Catia (1984), y posteriormente Cuchillos de fuego (1990) de Román Chalbaud y Sicario (1994) de José Ramón Novoa.
A partir de la década de los 80 los personajes LGBT+ se vuelven cada vez más populares, aunque en algunos casos persiste el tópico de la prostitución, como en el caso de Con el corazón en la mano (1988) de Mauricio Walerstein; o Más allá del silencio (1985), de César Bolívar, en la que aparece un travesti llamado Francisco Brito Moreno, pero mejor conocido por sus clientes como Rita. Sin embargo, en otros casos el rango de temas abordados se complejiza. Ejemplos de esto son el gay delincuente interpretado por Guillermo Dávila en Cangrejo (1982) de Román Chalbaud, o el actor de televisión homosexual en Ratón de ferretería (1985), también de Chalbaud, o La máxima felicidad (Walerstein, 1983, con guion de Isaac Chocrón) donde se expone una relación entre dos hombres: un maduro intelectual y un joven libertino; o la cinta policíaca Morituri (1984) de Philippe Toledano, donde Enzo Sbrigani, líder de una red criminal que persigue al protagonista Ray Valera, se declara abiertamente bisexual; o Macho y hembra (Walerstein, 1984), en la que los protagonistas (interpretados por Elba Escobar, Irene Arcila y Orlando Urdaneta) mantienen una relación poliamorosa.
De esta época destaca el documental Trans, realizado en 1982 por Manuel Herreros de Lemos y Mateo Manaure Arilla, primera producción audiovisual venezolana que, mediante testimonios en primera persona de mujeres trans y travestis y opiniones de representantes de la sociedad del país, presenta la realidad de las personas trans en Caracas. También de ese año es el documental Entendidos: un acercamiento al movimiento homosexual en Venezuela, dirigido por Rodolfo Graziano, sobre el grupo y la revista Entendido.En cuanto al cine de ficción, quizá la obra que da mayor visibilidad a personas LGBT+ es La oveja negra (1987) de Román Chalbaud, que narra la vida de una banda de ladrones que vive en un teatro abandonado de San Bernardino, en Caracas. En la película aparecen travestis, un hombre trans y sobre todo está Hermes, hijo de la Nigua, matriarca de la banda, que se enamora de forma no correspondida de Evelio, el protagonista.
En la década de los 90, Fina Torres realiza su película Mecánicas celestes (1996), con la que gana el Gran Premio del Jurado a la mejor historia del Outfest, Festival LGBT+ de Los Ángeles.También Luis Armando Roche retratará a unos Humboldt y Bonpland homoeróticos en Aire Libre (1997). Igualmente es importante mencionar la inclusión de un personaje gay seropositivo en 100 años de perdón (1998) de Alejandro Saderman.

### El boom de los 2010 y la actualidad
El paso del cine venezolano a estar relacionado con el colectivo LGBT se ha producido al mismo tiempo que una crisis de SIDA sin precedentes, en la que el país carece de medicamentos básicos y el gobierno ha retirado de la circulación los fármacos antirretrovirales. Muchas de las películas abordan también otras cuestiones sociales presentes en la sociedad venezolana.
El "boom" del cine LGBT en América Latina en la década de 2010 se celebra por ser también evidente en el mercado venezolano (puede ser la causa o la asociación del boom del cine LGBT+ nacional), a pesar de que el cine venezolano en general está muy por detrás del de sus vecinos.:192
Este boom incluyó películas venezolanas de éxito como Azul y no tan rosa de 2012, de Miguel Ferrari, que se convirtió en la primera película venezolana en ganar el Premio Goya a la Mejor Película Extranjera de Habla Hispana (en la edición de 2014), y Pelo malo, de Mariana Rondón, de 2013, que ganó la Concha de Oro en el Festival Internacional de Cine de San Sebastián el mismo año. Al escribir sobre el giro del cine venezolano hacia el tema, Alfredo Meza describió las dos películas como "llamadas de atención contra la intolerancia y la homofobia en la sociedad actual". Poco después se estrenó en 2015 otra película del mismo ámbito: Desde allá, de Lorenzo Vigas, la primera película latinoamericana en ganar el León de Oro en el Festival Internacional de Cine de Venecia.
La película de 2019 Yo, imposible, de Patricia Ortega, estrenada en 2018 en el Festival Internacional de Cine de Valladolid y en el South by Southwest, continúa narrativas de personas intersexuales y es celebrada por tener un final positivo. Varias de ellas han sido candidatas venezolanas al Oscar a la mejor película internacional.

## Reacciones

### Relación con el gobierno
En 2015, un informe de Associated Press demostró que, en virtud de la Ley de Cinematografía Nacional que obliga al Estado a fomentar a los cineastas nacionales, muchas películas LGBT recibían financiación estatal. Aunque sugirió que el apoyo era irónico, el académico de cine latinoamericano David William Foster, de la Universidad Estatal de Arizona, señaló que el gobierno es consciente de lo mal que se desempeñaban las películas nacionales en la taquilla nacional y prefería financiar películas LGBT a dejar que otros países las produzcan para asegurarse de que menos venezolanos las vean. En la crítica de una película estrenada en 2019, las discusiones están en curso, un crítico mencionó su contexto social de "preocupaciones políticas con respecto a los derechos de los homosexuales y los queer que aún no se han abordado". Los inicios de la ola tras la muerte de Hugo Chávez se han comparado con el ascenso de Pedro Almodóvar tras la muerte de Francisco Franco en España.

### Opinión pública
José González Vargas escribió sobre el crecimiento del cine venezolano LGBT, incluyendo su apreciación personal de que "alrededor de 2010, algo cambió"; mientras él crecía, los personajes gays en el cine eran cómicos, trágicos o estadounidenses blancos de clase alta. Los dos primeros se consideran representaciones negativas, y los jóvenes venezolanos no se veían reflejados en los segundos. La nueva ola significó que él y otros pudieran ver a la comunidad LGBT venezolana y su realidad en la pantalla por primera vez. Por la misma razón también la película Azul y no tan rosa, porque muestra a un hombre gay de clase media y fácilmente aceptado, lo que sigue pareciéndole ajeno e irreal. Por las razones opuestas, Pelo malo resonó con él.
José Manuel Simons, abogado venezolano defensor de los derechos de las personas LGBT, sugirió que la cobertura cinematográfica del tema es una señal de que la gente del país está más dispuesta a aceptarlos y quiere verlas.

## Películas

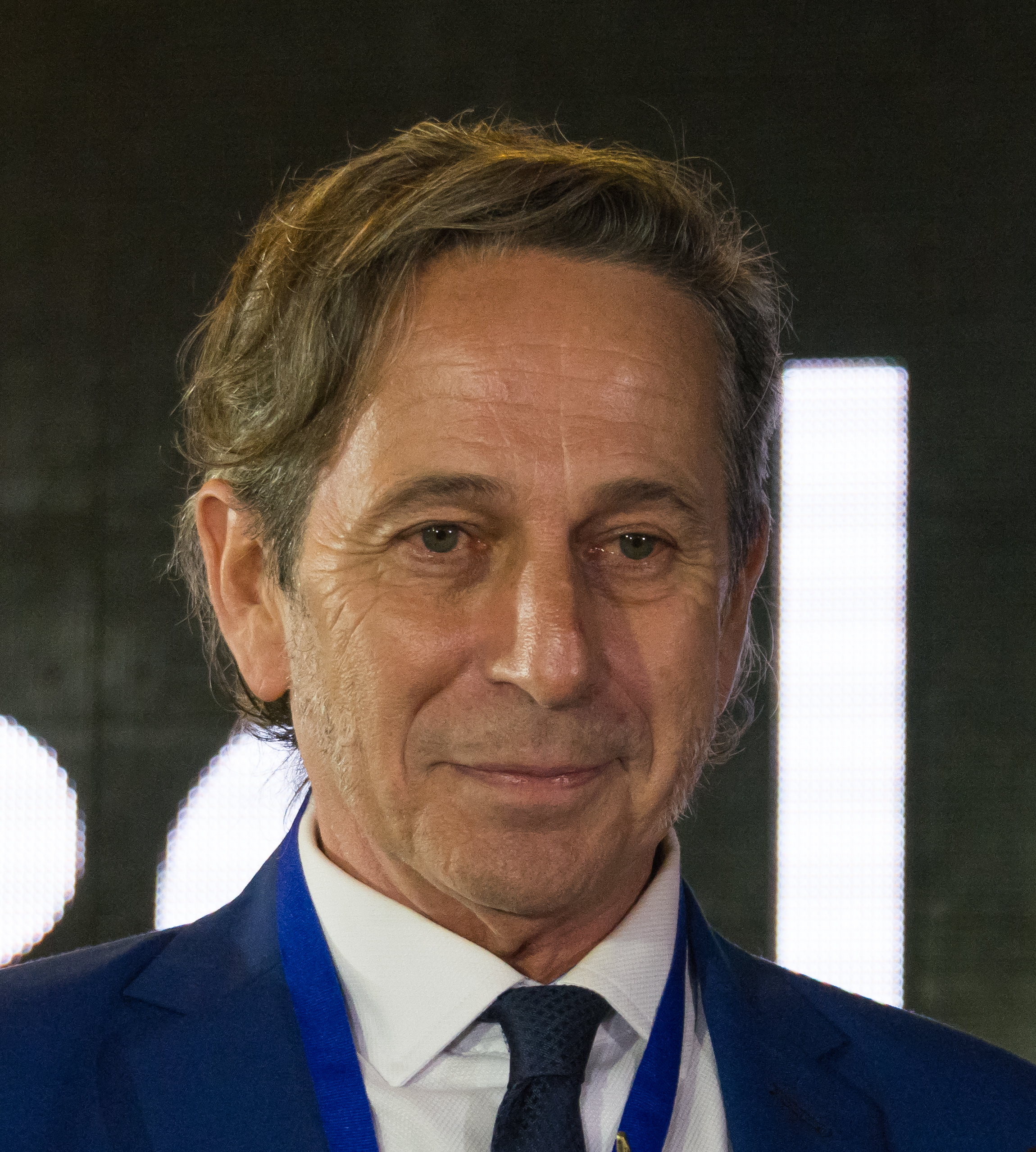
Alfredo Castro, premiado por su papel en Desde allá

| Año  | Título                                                            | Dirección                                       | Notas | Refs.  |
| ---- | ----------------------------------------------------------------- | ----------------------------------------------- | --- | ------ |
| 1982 | Trans                                                             | Manuel Herreros de Lemos y Mateo Manaure Arilla | Cortometraje documental                                                                                     |        |
| 1982 | Entendidos: un acercamiento al movimiento homosexual en Venezuela | Rodolfo Graziano                                | Cortometraje documental                                                                                     |        |
| 1987 | La oveja negra                                                    | Román Chalbaud                                  | |        |
| 1996 | Mecánicas celestes                                                | Fina Torres                                     | |        |
| 2007 | María Lionza, Aliento de Orquídeas                                | John Petrizzelli                                | Largometraje documental                                                                                     |        |
| 2008 | El tinte de la fama                                               | Alejandro Bellame                               | Candidatura venezolana al Oscar a la mejor película internacional (2008)                                    |        |
| 2009 | Cheila, una casa pa' maita                                        | Eduardo Barberena                               | |        |
| 2011 | Yo, indocumentada                                                 | Andrea Baranenko                                | Parte de la selección oficial de 2013 del Festival de Cine de la Asociación de las Naciones Unidas (UNAFF). |        |
| 2012 | Azul y no tan rosa                                                | Miguel Ferrari                                  | Premio Goya a la Mejor Película Extranjera de Habla Hispana (2014)                                          | [ 21 ] |
| 2013 | Pelo malo                                                         | Mariana Rondón                                  | Concha de Oro en el Festival Internacional de Cine de San Sebastián                                         | [ 21 ] |
| 2013 | Red                                                               | Carlos Alejandro Molina M.                      | Cortometraje                                                                                                | [ 21 ] |
| 2014 | Liz en septiembre                                                 | Fina Torres                                     | Adaptación de Last Summer at Bluefish Cove                                                                  |        |
| 2015 | Desde allá                                                        | Lorenzo Vigas                                   | Candidatura venezolana al Oscar a la mejor película internacional (2016)                                    | [ 21 ] |
| 2015 | Ti@s                                                              | John Petrizzelli                                | |        |
| 2016 | Tamara                                                            | Elia Schneider                                  | Inspirada en la vida de la política transexual Tamara Adrián                                                |        |
| 2017 | Bárbara                                                           | John Petrizzelli                                | |        |
| 2017 | La T invisible                                                    | Patricia Ortega                                 | Documental                                                                                                  |        |
| 2018 | Yo, imposible                                                     | Patricia Ortega                                 | Candidatura venezolana al Oscar a la mejor película internacional (2020)                                    |        |
| 2021 | La candidata                                                      | Ronald Rivas Casallas y Emil Guevara Malavé     | Documental sobre el concurso Miss Gay Venezuela.                                                            |        |
| 2023 | La sombra del sol                                                 | Miguel Ángel Ferrer                             | Candidatura venezolana al Oscar a la mejor película internacional (2024)                                    |        |